# Крылов, Леонид Иванович
Леони́д Ива́нович Крыло́в (1 (14) июля 1912, ст. Дебальцево, Екатеринославская губерния, Российская империя — 7 июня 1982, Москва, РСФСР, СССР) — советский партийный и государственный деятель, дипломат. Первый секретарь Орловского обкома ВКП(б) (1948—1951). кандидат философских наук. Чрезвычайный и полномочный посол (1955).

## Биография
Член ВКП(б) с 1931 года. Окончил экстерном историческое отделение Калининского учительского института (1940) и Горьковский государственный педагогический институт имени М. Горького (1946). В 1961 году окончил аспирантуру Академии общественных наук при ЦК КПСС.
- С сентября 1931 по февраль 1932 года — секретарь комитета ВЛКСМ Московской обувной фабрики-школы фабрично-заводского ученичества имени В. П. Капранова.
- С февраля 1932 по сентябрь 1935 года — заместитель заведующего Массово-экономическим отделом, заведующий Массово-производственным отделом Краснопресненского районного комитета ВЛКСМ (Москва).
- С сентября 1935 по октябрь 1936 года — служба в РККА.
- С октября 1936 по август 1937 года — заведующий Отделом руководящих комсомольских органов Советского районного комитета ВЛКСМ (Москва).
- С августа по сентябрь 1937 года — секретарь Советского районного комитета ВЛКСМ (Москва).
- С сентября 1937 по май 1938 года — ответственный инструктор ЦК ВЛКСМ.
- С мая 1938 по февраль 1939 годах — и. о. первого секретаря Калининского областного комитета ВЛКСМ.
- С февраля 1939 по сентябрь 1940 года — первый секретарь Калининского областного комитета ВЛКСМ.
- С сентября 1940 по сентябрь 1941 года — заведующий организационным отделом Калининского областного комитета ВКП(б).
- С октября 1941 по март 1942 года — командир партизанских отрядов Калининской области.
- С сентября 1942 по август 1943 года — секретарь Калининского областного комитета ВКП(б) по транспорту.
- С августа 1943 по февраль 1944 года — заведующий транспортным отделом Калининского областного комитета ВКП(б), заместитель секретаря Калининского областного комитета ВКП(б).
- С февраля по август 1944 года — ответственный контролёр Комиссии партийного контроля при ЦК ВКП(б).
- С августа 1944 по май 1946 года — уполномоченный Комиссии партийного контроля при ЦК ВКП(б) по Горьковской области.
- С мая 1946 по 21 апреля 1947 года — уполномоченный Комиссии партийного контроля при ЦК ВКП(б) по Белорусской ССР.
- С апреля 1947 по 2 ноября 1948 года — секретарь Орловского областного комитета ВКП(б).
- С 2 ноября 1948 по 30 марта 1951 года — первый секретарь Орловского областного комитета ВКП(б).
- С апреля 1951 по июль 1952 года — заместитель заведующего сектором Отдела партийных, профсоюзных и комсомольских органов ЦК ВКП(б).
- С июля 1952 по январь 1953 года — заведующий сектором Отдела партийных, профсоюзных и комсомольских органов ЦК ВКП(б).
- С января по май 1953 года — заведующий подотделом Отдела партийных, профсоюзных и комсомольских органов ЦК КПСС.
- С мая по октябрь 1953 года — в резерве МИД СССР.
- С октября 1953 по декабрь 1955 года — советник Посольства СССР в Болгарии.
- С 7 декабря 1955 по 7 марта 1957 года — чрезвычайный и полномочный посол СССР в Албании.
- С марта по июнь 1957 года — в резерве МИД СССР.
- С июня 1957 года — заместитель заведующего сектором Отдела ЦК КПСС.
- С апреля 1961 по ноябрь 1965 года — референт Отдела ЦК КПСС по связям коммунистическими и рабочими партиями социалистических стран.
- С ноября 1965 по апрель 1968 года — заведующий сектором Отдела информации ЦК КПСС.
- С апреля 1968 по январь 1971 года — эксперт-консультант Отдела информации МИД СССР.
- С января по сентябрь 1971 года — заведующий сектором Отдела информации МИД СССР.
- С сентября 1971 по сентябрь 1978 года — эксперт-консультант Отдела информации МИД СССР.

Депутат Верховного Совета СССР 3-го созыва.
С 1978 года — в отставке.

## Награды
- Медаль «За доблестный труд в Великой Отечественной войне 1941—1945 гг.» (6 декабря 1945).
- Медаль «За оборону Москвы» (31 декабря 1945).
- Медаль «За победу над Германией в Великой Отечественной войне 1941—1945 гг.» (15 января 1946).
- Медаль «Партизану Отечественной войны» I степени (2 сентября 1947).
- Юбилейная медаль «Двадцать лет Победы в Великой Отечественной войне 1941—1945 гг.» (7 мая 1965).
- 2 медали «За трудовую доблесть» (7 января 1967, 3 марта 1967).
- Юбилейная медаль «За доблестный труд. В ознаменование 100-летия со дня рождения Владимира Ильича Ленина» (14 апреля 1970).
- Юбилейная медаль «Тридцать лет Победы в Великой Отечественной войне 1941—1945 гг.» (8 мая 1975).
- Юбилейная медаль «60 лет Вооружённых Сил СССР» (23 февраля 1978).
- Медаль «Ветеран труда» (2 августа 1978).
- Памятный юбилейный знак «Пятьдесят лет ВЛКСМ» (1968).
- Знак «25 лет победы в Великой Отечественной войне» (1970).
- Знак «Калининский партизан» (28 июня 1973).
- Медаль «25 лет народной власти в Болгарии» (1969, Болгария).
- Медаль «100 лет освобождения Болгарии от османского рабства» (22 ноября 1978, Болгария).